# Mecaphesa celer
Mecaphesa celer es una especie de araña cangrejo del género Mecaphesa, familia Thomisidae, orden Araneae.

## Distribución
Esta especie se encuentra en América Central y del Norte.

## Taxonomía
Fue descrita científicamente por Hentz en 1847.
Tratamiento taxonómico
La especie aparece registrada y publicada en Descriptions and figures of the araneides of the United States. Boston Journal of Natural History 5: 443–479, pl. 23–24, 30–31.